# アシャ・ワヒシュタ
アシャ・ワヒシュタ (Aša Vahišta) は、ゾロアスター教において崇拝される善神アムシャ・スプンタの一柱。その名はアヴェスター語で「最善なる天則」を意味する。
パフラヴィー語ではアルドワヒシュト (Ardvahišt)、現代ペルシア語ではオルディーベヘシュト (Ordîbehešt) と呼ばれる。
正義・真実の神格化であり、したがって悪神ドゥルジ（偽り）の敵対者である。
ザラスシュトラ自身の直説であるガーサーなど、アヴェスターの初期の神学では、善なる者をアシャワン (ašavan 『義者』)、悪しき者をドルグワント (drəgvant 『不義者』) と呼ぶ。
アシャワン・ドルグワントは人間の宗教的な有り様を端的に表す概念として極めて重視され、アシャワンは死後必ず天国に赴くとされた。
後の神学では、敵対者であるドゥルジが不浄と関連づけられるようになったのに対応して、清潔を司るとされるようになった。
更に後世の中世以降の神学では火の守護神とされ、ついにはアシャは聖火そのものと同一視された。また、この時代にはドゥルジ・ナスが不浄の女悪魔たちとされるようになった為、インドラが彼の敵対者とされた。